# Sü Jüan-ling
Sü Jüan-ling (čínsky pchin-jinem Xǔ Yuànlíng, znaky 許苑鈴, POJ: Hú Yuànlêng), (* 3. červen 1971) je bývalá tchajwanská zápasnice – judistka.

## Sportovní kariéra
V tchajwanské ženské reprezentaci se pohybovala od konce osmdesátých let dvacátého století v polotěžké váze do 72 (78) kg. V roce 1992 se na olympijské hry v Barceloně nekvalifikovala a do dvou let s vrcholovým sportem skončila. Do reprezentace se vrátila po mateřské pauze koncem devadesátých let. V olympijském roce 2000 shodou okolností (slabá účast v polotěžké váze) zbyla na její krajanku Cchaj Wen-sin na květnovém asijském mistrovství kontinentalní kvóta pro účast na olympijských hrách v Sydney. V tchwajské olympijské nominaci zvítězila, ale v Sydney nestačila v úvodním kole na Španělku Esther San Miguelovou. Vzápětí ukončila sportovní kariéru.

## Výsledky
| Turnaj            | 1989           | 1990           | 1991           | 1992           | 1993           | 1994           | 1995           | 1996           | 1997           | 1998           | 1999           | 2000           |
| Turnaj            | 18             | 19             | 20             | 21             | 22             | 23             | 24             | 25             | 26             | 27             | 28             | 29             |
| Turnaj            | polotěžká váha | polotěžká váha | polotěžká váha | polotěžká váha | polotěžká váha | polotěžká váha | polotěžká váha | polotěžká váha | polotěžká váha | polotěžká váha | polotěžká váha | polotěžká váha |
| ----------------- | -------------- | -------------- | -------------- | -------------- | -------------- | -------------- | -------------- | -------------- | -------------- | -------------- | -------------- | -------------- |
| Olympijské hry    |                |                |                | —              |                |                |                | —              |                |                |                | úč.            |
| Mistrovství světa | úč.            |                | úč.            |                | —              |                | —              |                | —              |                | úč.            |                |
| Asijské hry       |                | 5.             |                |                |                | —              |                |                |                | —              |                |                |
| Mistrovství Asie  |                |                | 3.             |                | 3.             |                | —              | —              | —              |                | —              | —              |